# Evgenij Balickij
Evgenij Vital'evič Balickij (in russo Евгений Витальевич Бали́цкий?; trasl. angl.: Yevgeny Vitalyevich Balitsky;  in ucraino Євген Віталійович Балицький?, Jevhen Vitalijovyč Balyc'kyj; trasl. angl.: Yevhen Vitaliiovych Balytskyi; Melitopol', 10 dicembre 1969) è un politico russo, dal 4 ottobre 2022 governatore dell'amministrazione russa occupante l'Oblast' di Zaporižžja ucraino; in precedenza è stato deputato dell'Ucraina nella 7ª e 8ª legislatura della Verchovna Rada (il parlamento ucraino), nonché membro del Consiglio dell'Oblast'.
Nato a Melitopol' da una famiglia di militari, Balickij ha prestato servizio nelle forze aeree sovietiche e nell'aviazione ucraina per poi entrare nel mondo dell'imprenditoria come capo di un'azienda di elettrodomestici a Melitopol'.